# مارتن فاغنر (لاعب كرة قدم ألماني)
مارتن فاغنر (بالألمانية: Martin Wagner) هو لاعب كرة قدم ألماني، ولد في 16 سبتمبر 1986 في ريغنسبورغ في ألمانيا. لعب مع SG Sonnenhof Großaspach ‏.

## وصلات خارجية
- مارتن فاغنر على موقع قاعدة بيانات كرة القدم.إي يو (الإنجليزية)
- مارتن فاغنر على موقع Soccerway.com (الإنجليزية)
- مارتن فاغنر على موقع عالم كرة القدم.نت (الإنجليزية)